# Coromandel (Nouvelle-Zélande)
La ville de Coromandel est une localité du mouillage de “Coromandel Harbour”, qui est situé sur la côte est de l'Île du Nord de la Nouvelle-Zélande. C'est une ville portuaire située sur la côte Ouest de la péninsule de Coromandel. 
À une certaine époque, le port était un port important au service des mines d'or de la péninsule et des industries du kauri. Aujourd'hui, les industries principales de la ville sont le tourisme et la mytiliculture.

## Situation
Elle est localisée sur le côté ouest de la péninsule de Coromandel, à 75 kilomètres à l’est de la cité d’Auckland, la ville la plus peuplée du pays, bien que la route entre les deux villes, sinuant autour de la côte de la Firth of Thames et du golfe de Hauraki, soit longue de 190 km.

## Population
La population était de 1 750 habitants lors du recensement en 2018 en Nouvelle-Zélande.

## Toponymie
La ville fut nommée d’après le nom de la péninsule, qui elle-même tir son nom du HMS Coromandel (en), qui navigua dans le mouillage en 1820 .

## Histoire
À cette époque, le mouillage de « Coromandel Harbour» fut un port important desservant les mines d’or de la péninsule et l’industrie du bois de kauri.
Une batterie de trieurs d’or y est toujours en ordre de marche et pleinement opérationnelle. Aujourd’hui, la principale industrie de la ville est le tourisme et l’élevage des moules.
Le mouillage de «Coromandel Harbour» est une large baie du Golfe de Hauraki gardée par plusieurs îles, la plus large étant l’île de Whananui (en).
La ville et les environs sont réputés comme destination lors des vacances d’été pour les néo-zélandais. 
La ville de Coromandel est bien notée par ses artistes, travaux d’art, amateurs de style de vie alternatif (en), la sylviculture, et la pèche de loisir. 
L’une des attractions touristiques réputées est le chemin de fer de Driving Creek (en) .

## Éducation
L'école de « Coromandel Area School » est une école secondaire, mixte, d'état, composite, allant de l'année 1 à 13, avec un taux de décile de 3 et un effectif de 304 élèves .
L’école de « Coromandel Rudolf Steiner » était une petite école privée, assurant le primaire, allant de l'année 1 à 8. 
Elle fut fermée à la fin de l’année 2007 .

## Autres lectures
- The Reed Dictionary of New Zealand Place Names, Reed Books, Auckland, 2002,  (ISBN 0790007614)
- (en) Reed A. W., The Reed Dictionary of New Zealand Place Names, Auckland, Reed Books, 2002 (ISBN 0-7900-0761-4).